# Bjała (obwód Sliwen)
Bjała (bułg. Бяла) – wieś w Bułgarii, w obwodzie Sliwen, w gminie Sliwen. Według danych szacunkowych Ujednoliconego Systemu Ewidencji Ludności oraz Usług Administracyjnych dla Ludności, 15 czerwca 2020 roku miejscowość liczyła 1148 mieszkańców.

## Historia
Wieś powstała po II powstaniu tyrnowskim (1686 r.). Nazwa wsi nigdy nie została zmieniona. Jego nazwa pochodzi od białego kamienia, który kiedyś znajdował się w jego centrum.

## Osoby związane z miejscowością

### Urodzeni
- Georgi Dżagarow (1925–1995) – bułgarski poeta i dramaturg